# Coppa Bernocchi 1942
La Coppa Bernocchi 1942, ventiquattresima edizione della corsa, si svolse il 13 settembre 1942 su un percorso di 170 km con partenza e arrivo a Legnano. Fu vinta dall'italiano Glauco Servadei, che completò il percorso in 4h46'00", alla media di 35,664 km/h, precedendo in volata i connazionali Pietro Chiappini e Luciano Succi. Conclusero la prova, riservata a professionisti e indipendenti, 24 dei 37 ciclisti al via.

## Percorso
Partita come di consueto da Legnano (sede della società organizzatrice, l'Unione Sportiva Legnanese), nella prima parte la corsa attraversò nell'ordine Castellanza, Busto Arsizio, Casorate Sempione, Sesto Calende, Romagnano Sesia e Borgosesia, superò il Colle della Cremosina e la salita di Cesara, e giunse a Omegna e Gravellona Toce; da qui si ebbe, lungo la via del Sempione e senza ulteriori asperità, il lungo rientro a Legnano, sede del traguardo dopo 170 km di gara.

## Ordine d'arrivo (Top 10)
| Pos. | Corridore          | Squadra     | Tempo    |
| ---- | ------------------ | ----------- | -------- |
| 1    | Glauco Servadei    | Bianchi     | 4h46'00" |
| 2    | Pietro Chiappini   | Legnano     | s.t.     |
| 3    | Luciano Succi      | Olmo        | s.t.     |
| 4    | Antonio Bevilacqua | Bianchi     | s.t.     |
| 5    | Augusto Introzzi   | Viscontea   | s.t.     |
| 6    | Severino Canavesi  | Gloria      | s.t.     |
| 7    | Vasco Bergamaschi  | Viscontea   | s.t.     |
| 8    | Andrea Giacometti  | Dop. Cogne  | s.t.     |
| 9    | Spirito Godio      | Dop. Lancia | s.t.     |
| 10   | Edoardo Taddei     | Dop. MATER  | s.t.     |